# Divizia A 1988-1989
Sezonul 1988-1989 al Diviziei A a fost cea de-a 71-a ediție a Campionatului de Fotbal al României, și a 51-a de la introducerea sistemului divizionar. A început pe 21 august 1988 și s-a terminat pe 20 iunie 1989. Campioana en-titre, Steaua București, și-a apărat cu succes titlul de campioană, fiind al cincilea titlu consecutiv. Pentru Steaua, acesta a fost cel de-al 14-lea titlu de campioană din istorie, extinzându-și astfel recordul deținut la acea vreme pentru cele mai multe titluri acumulate.

## Echipe

### Stadioane
| Steaua București   | Universitatea Craiova | Olt Scornicești | Flacăra Moreni          |
| ------------------ | --- | --- | ----------------------- |
| Steaua             | Central | Viitorul | Flacăra                 |
| Capacitate: 32.000 | Capacitate: 37.000 | Capacitate: 25.000 | Capacitate: 10.000      |
|                    | | |                         |
| Dinamo București   | ASA Târgu Mureș | Argeș Pitești | Oțelul Galați           |
| Dinamo             | 23 August (Târgu Mureș) | 1 Mai (Pitești) | Oțelul                  |
| Capacitate: 15.032 | Capacitate: 15.000 | Capacitate: 17.500 | Capacitate: 16.000      |
|                    | | |                         |
| Rapid București    | FlacăraUniversitateaBihorOltFarulBrașovInterBacăuArgeșUniversitateaCorvinulOțelulASABucureștiEchipele din București: · Dinamo · Rapid · Sportul · Steaua · VictoriaDivizia A 1988-1989 (România) DinamoRapidSteauaSportulVictoria Locația echipelor din București. | FlacăraUniversitateaBihorOltFarulBrașovInterBacăuArgeșUniversitateaCorvinulOțelulASABucureștiEchipele din București: · Dinamo · Rapid · Sportul · Steaua · VictoriaDivizia A 1988-1989 (România) DinamoRapidSteauaSportulVictoria Locația echipelor din București. | Universitatea Cluj      |
| Rapid-Giulești     | FlacăraUniversitateaBihorOltFarulBrașovInterBacăuArgeșUniversitateaCorvinulOțelulASABucureștiEchipele din București: · Dinamo · Rapid · Sportul · Steaua · VictoriaDivizia A 1988-1989 (România) DinamoRapidSteauaSportulVictoria Locația echipelor din București. | FlacăraUniversitateaBihorOltFarulBrașovInterBacăuArgeșUniversitateaCorvinulOțelulASABucureștiEchipele din București: · Dinamo · Rapid · Sportul · Steaua · VictoriaDivizia A 1988-1989 (România) DinamoRapidSteauaSportulVictoria Locația echipelor din București. | Municipal (Cluj-Napoca) |
| Capacitate: 12.160 | FlacăraUniversitateaBihorOltFarulBrașovInterBacăuArgeșUniversitateaCorvinulOțelulASABucureștiEchipele din București: · Dinamo · Rapid · Sportul · Steaua · VictoriaDivizia A 1988-1989 (România) DinamoRapidSteauaSportulVictoria Locația echipelor din București. | FlacăraUniversitateaBihorOltFarulBrașovInterBacăuArgeșUniversitateaCorvinulOțelulASABucureștiEchipele din București: · Dinamo · Rapid · Sportul · Steaua · VictoriaDivizia A 1988-1989 (România) DinamoRapidSteauaSportulVictoria Locația echipelor din București. | Capacitate: 28.000      |
|                    | FlacăraUniversitateaBihorOltFarulBrașovInterBacăuArgeșUniversitateaCorvinulOțelulASABucureștiEchipele din București: · Dinamo · Rapid · Sportul · Steaua · VictoriaDivizia A 1988-1989 (România) DinamoRapidSteauaSportulVictoria Locația echipelor din București. | FlacăraUniversitateaBihorOltFarulBrașovInterBacăuArgeșUniversitateaCorvinulOțelulASABucureștiEchipele din București: · Dinamo · Rapid · Sportul · Steaua · VictoriaDivizia A 1988-1989 (România) DinamoRapidSteauaSportulVictoria Locația echipelor din București. |                         |
| Farul Constanța    | FlacăraUniversitateaBihorOltFarulBrașovInterBacăuArgeșUniversitateaCorvinulOțelulASABucureștiEchipele din București: · Dinamo · Rapid · Sportul · Steaua · VictoriaDivizia A 1988-1989 (România) DinamoRapidSteauaSportulVictoria Locația echipelor din București. | FlacăraUniversitateaBihorOltFarulBrașovInterBacăuArgeșUniversitateaCorvinulOțelulASABucureștiEchipele din București: · Dinamo · Rapid · Sportul · Steaua · VictoriaDivizia A 1988-1989 (România) DinamoRapidSteauaSportulVictoria Locația echipelor din București. | Sportul Studențesc      |
| 1 Mai (Constanța)  | FlacăraUniversitateaBihorOltFarulBrașovInterBacăuArgeșUniversitateaCorvinulOțelulASABucureștiEchipele din București: · Dinamo · Rapid · Sportul · Steaua · VictoriaDivizia A 1988-1989 (România) DinamoRapidSteauaSportulVictoria Locația echipelor din București. | FlacăraUniversitateaBihorOltFarulBrașovInterBacăuArgeșUniversitateaCorvinulOțelulASABucureștiEchipele din București: · Dinamo · Rapid · Sportul · Steaua · VictoriaDivizia A 1988-1989 (România) DinamoRapidSteauaSportulVictoria Locația echipelor din București. | Regie                   |
| Capacitate: 15.520 | FlacăraUniversitateaBihorOltFarulBrașovInterBacăuArgeșUniversitateaCorvinulOțelulASABucureștiEchipele din București: · Dinamo · Rapid · Sportul · Steaua · VictoriaDivizia A 1988-1989 (România) DinamoRapidSteauaSportulVictoria Locația echipelor din București. | FlacăraUniversitateaBihorOltFarulBrașovInterBacăuArgeșUniversitateaCorvinulOțelulASABucureștiEchipele din București: · Dinamo · Rapid · Sportul · Steaua · VictoriaDivizia A 1988-1989 (România) DinamoRapidSteauaSportulVictoria Locația echipelor din București. | Capacitate: 15.000      |
|                    | FlacăraUniversitateaBihorOltFarulBrașovInterBacăuArgeșUniversitateaCorvinulOțelulASABucureștiEchipele din București: · Dinamo · Rapid · Sportul · Steaua · VictoriaDivizia A 1988-1989 (România) DinamoRapidSteauaSportulVictoria Locația echipelor din București. | FlacăraUniversitateaBihorOltFarulBrașovInterBacăuArgeșUniversitateaCorvinulOțelulASABucureștiEchipele din București: · Dinamo · Rapid · Sportul · Steaua · VictoriaDivizia A 1988-1989 (România) DinamoRapidSteauaSportulVictoria Locația echipelor din București. |                         |
| SC Bacău           | FlacăraUniversitateaBihorOltFarulBrașovInterBacăuArgeșUniversitateaCorvinulOțelulASABucureștiEchipele din București: · Dinamo · Rapid · Sportul · Steaua · VictoriaDivizia A 1988-1989 (România) DinamoRapidSteauaSportulVictoria Locația echipelor din București. | FlacăraUniversitateaBihorOltFarulBrașovInterBacăuArgeșUniversitateaCorvinulOțelulASABucureștiEchipele din București: · Dinamo · Rapid · Sportul · Steaua · VictoriaDivizia A 1988-1989 (România) DinamoRapidSteauaSportulVictoria Locația echipelor din București. | FCM Brașov              |
| Municipal          | FlacăraUniversitateaBihorOltFarulBrașovInterBacăuArgeșUniversitateaCorvinulOțelulASABucureștiEchipele din București: · Dinamo · Rapid · Sportul · Steaua · VictoriaDivizia A 1988-1989 (România) DinamoRapidSteauaSportulVictoria Locația echipelor din București. | FlacăraUniversitateaBihorOltFarulBrașovInterBacăuArgeșUniversitateaCorvinulOțelulASABucureștiEchipele din București: · Dinamo · Rapid · Sportul · Steaua · VictoriaDivizia A 1988-1989 (România) DinamoRapidSteauaSportulVictoria Locația echipelor din București. | Tineretului             |
| Capacitate: 17.500 | FlacăraUniversitateaBihorOltFarulBrașovInterBacăuArgeșUniversitateaCorvinulOțelulASABucureștiEchipele din București: · Dinamo · Rapid · Sportul · Steaua · VictoriaDivizia A 1988-1989 (România) DinamoRapidSteauaSportulVictoria Locația echipelor din București. | FlacăraUniversitateaBihorOltFarulBrașovInterBacăuArgeșUniversitateaCorvinulOțelulASABucureștiEchipele din București: · Dinamo · Rapid · Sportul · Steaua · VictoriaDivizia A 1988-1989 (România) DinamoRapidSteauaSportulVictoria Locația echipelor din București. | Capacitate: 10.000      |
|                    | FlacăraUniversitateaBihorOltFarulBrașovInterBacăuArgeșUniversitateaCorvinulOțelulASABucureștiEchipele din București: · Dinamo · Rapid · Sportul · Steaua · VictoriaDivizia A 1988-1989 (România) DinamoRapidSteauaSportulVictoria Locația echipelor din București. | FlacăraUniversitateaBihorOltFarulBrașovInterBacăuArgeșUniversitateaCorvinulOțelulASABucureștiEchipele din București: · Dinamo · Rapid · Sportul · Steaua · VictoriaDivizia A 1988-1989 (România) DinamoRapidSteauaSportulVictoria Locația echipelor din București. |                         |
| Victoria București | Bihor Oradea | Inter Sibiu | Corvinul Hunedoara      |
| Victoria           | Municipal (Oradea) | Inter | Corvinul                |
| Capacitate: 2.888  | Capacitate: 22.500 | Capacitate: 14.200 | Capacitate: 17.500      |
|                    | | |                         |

## Clasament
| Loc | Echipă                 | Pct. | MJ | V  | E | Î  | GM  | GP  | DG   | Calificare sau retrogradare                               |
| --- | ---------------------- | ---- | -- | -- | - | -- | --- | --- | ---- | --------------------------------------------------------- |
| 1.  | Steaua București (C)   | 65   | 34 | 31 | 3 | 0  | 121 | 28  | +93  | Cupa Campionilor 1989-90 Prima rundă                      |
| 2.  | Dinamo                 | 62   | 34 | 30 | 2 | 2  | 130 | 25  | +105 | Cupa Cupelor 1989-90 Prima rundă                          |
| 3.  | Victoria               | 45   | 34 | 20 | 5 | 9  | 81  | 60  | +21  | Cupa UEFA 1989-90 Prima rundă                             |
| 4.  | Moreni                 | 36   | 34 | 16 | 4 | 14 | 63  | 47  | +16  | Cupa UEFA 1989-90 Prima rundă                             |
| 5.  | Universitatea Craiova  | 36   | 34 | 15 | 6 | 13 | 52  | 52  | 0    |                                                           |
| 6.  | Sportul Studențesc     | 34   | 34 | 15 | 4 | 15 | 52  | 59  | −7   |                                                           |
| 7.  | FC Bihor               | 32   | 34 | 13 | 6 | 15 | 40  | 46  | −6   |                                                           |
| 8.  | Scornicești            | 32   | 34 | 12 | 8 | 14 | 38  | 47  | −9   |                                                           |
| 9.  | Farul                  | 32   | 34 | 14 | 4 | 16 | 36  | 48  | −12  |                                                           |
| 10. | FCM Brașov             | 31   | 34 | 12 | 7 | 15 | 46  | 52  | −6   |                                                           |
| 11. | Inter Sibiu            | 31   | 34 | 13 | 5 | 16 | 45  | 57  | −12  |                                                           |
| 12. | SC Bacău               | 30   | 34 | 13 | 4 | 17 | 49  | 55  | −6   |                                                           |
| 13. | Argeș Pitești          | 30   | 34 | 13 | 4 | 17 | 40  | 50  | −10  |                                                           |
| 14. | U Cluj                 | 30   | 34 | 11 | 8 | 15 | 43  | 55  | −12  |                                                           |
| 15. | Corvinul               | 29   | 34 | 13 | 3 | 18 | 47  | 68  | −21  |                                                           |
| 16. | Oțelul (R)             | 28   | 34 | 11 | 6 | 17 | 36  | 59  | −23  | Retrogradare în Divizia B 1989-1990                       |
| 17. | Rapid (R)              | 23   | 34 | 10 | 3 | 21 | 39  | 67  | −28  | Cupa Intertoto 1989 ➔ Retrogradare în Divizia B 1989-1990 |
| 18. | Târgu Mureș (1964) (R) | 6    | 34 | 2  | 2 | 30 | 23  | 101 | −78  | Retrogradare în Divizia B 1989-1990                       |

### Pozițiile pe etapă
| Etapă/ Echipă                | 1           | 2  | 3  | 4  | 5  | 6  | 7  | 8  | 9  | 10 | 11 | 12 | 13 | 14 | 15 | 16 | 17 | 18 | 19 | 20 | 21 | 22 | 23 | 24 | 25 | 26 | 27 | 28 | 29 | 30 | 31 | 32 | 33 | 34 |    |
| ---------------------------- | ----------- | -- | -- | -- | -- | -- | -- | -- | -- | -- | -- | -- | -- | -- | -- | -- | -- | -- | -- | -- | -- | -- | -- | -- | -- | -- | -- | -- | -- | -- | -- | -- | -- | -- | -- |
| Etapă/ Echipă                | Târgu Mureș | 18 | 15 | 16 | 17 | 18 | 17 | 17 | 17 | 18 | 18 | 18 | 18 | 18 | 18 | 18 | 18 | 18 | 18 | 18 | 18 | 18 | 18 | 18 | 18 | 18 | 18 | 18 | 18 | 18 | 18 | 18 | 18 | 18 | 18 |
| Corvinul Hunedoara           | 6           | 3  | 7  | 6  | 9  | 5  | 8  | 5  | 9  | 7  | 9  | 11 | 8  | 5  | 5  | 6  | 5  | 5  | 7  | 10 | 6  | 8  | 12 | 15 | 15 | 14 | 16 | 13 | 14 | 15 | 16 | 15 | 16 | 15 |    |
| Dinamo București             | 2           | 1  | 1  | 1  | 1  | 1  | 1  | 1  | 1  | 1  | 1  | 1  | 1  | 1  | 1  | 1  | 1  | 1  | 1  | 2  | 2  | 2  | 2  | 2  | 2  | 2  | 2  | 2  | 2  | 2  | 2  | 2  | 2  | 2  |    |
| Argeș Pitești                | 5           | 9  | 5  | 8  | 10 | 14 | 10 | 13 | 14 | 14 | 10 | 13 | 10 | 11 | 12 | 9  | 9  | 10 | 12 | 12 | 12 | 13 | 9  | 12 | 11 | 12 | 11 | 10 | 8  | 11 | 11 | 11 | 11 | 13 |    |
| Bacău                        | 16          | 18 | 13 | 16 | 17 | 15 | 15 | 16 | 16 | 15 | 17 | 14 | 16 | 13 | 16 | 11 | 15 | 11 | 10 | 8  | 10 | 12 | 15 | 11 | 13 | 15 | 13 | 16 | 15 | 16 | 15 | 14 | 13 | 12 |    |
| Bihor Oradea                 | 3           | 5  | 10 | 9  | 5  | 7  | 9  | 7  | 11 | 13 | 14 | 17 | 17 | 17 | 15 | 13 | 10 | 9  | 11 | 9  | 11 | 9  | 13 | 16 | 12 | 11 | 10 | 11 | 11 | 9  | 7  | 8  | 6  | 7  |    |
| Farul Constanța              | 1           | 4  | 8  | 13 | 8  | 10 | 12 | 14 | 15 | 17 | 15 | 9  | 14 | 9  | 11 | 15 | 17 | 13 | 16 | 14 | 15 | 14 | 16 | 13 | 14 | 13 | 15 | 12 | 12 | 12 | 12 | 13 | 12 | 9  |    |
| Brașov                       | 13          | 11 | 14 | 11 | 14 | 12 | 14 | 10 | 13 | 9  | 11 | 10 | 11 | 12 | 17 | 12 | 16 | 12 | 8  | 6  | 7  | 6  | 7  | 7  | 10 | 8  | 7  | 6  | 7  | 10 | 10 | 9  | 10 | 10 |    |
| Flacăra Moreni               | 7           | 13 | 15 | 12 | 11 | 9  | 11 | 8  | 5  | 4  | 6  | 4  | 5  | 7  | 7  | 7  | 6  | 6  | 5  | 5  | 5  | 4  | 4  | 4  | 4  | 4  | 4  | 4  | 4  | 4  | 4  | 4  | 4  | 4  |    |
| Inter Sibiu                  | 8           | 6  | 3  | 7  | 4  | 6  | 4  | 6  | 4  | 5  | 4  | 6  | 4  | 4  | 4  | 4  | 4  | 4  | 4  | 4  | 4  | 5  | 5  | 5  | 5  | 5  | 6  | 7  | 6  | 5  | 8  | 10 | 9  | 11 |    |
| Olt Scornicești              | 9           | 10 | 12 | 10 | 13 | 13 | 7  | 9  | 8  | 11 | 8  | 8  | 9  | 10 | 8  | 8  | 8  | 7  | 6  | 7  | 9  | 11 | 8  | 6  | 6  | 7  | 9  | 8  | 10 | 8  | 9  | 6  | 7  | 8  |    |
| Oțelul Galați                | 15          | 12 | 11 | 14 | 15 | 16 | 18 | 18 | 17 | 16 | 16 | 12 | 15 | 15 | 10 | 10 | 13 | 17 | 17 | 15 | 17 | 17 | 17 | 17 | 17 | 17 | 17 | 15 | 13 | 13 | 14 | 16 | 15 | 16 |    |
| Rapid București              | 10          | 16 | 17 | 18 | 16 | 18 | 16 | 12 | 10 | 12 | 13 | 16 | 13 | 16 | 14 | 17 | 14 | 16 | 14 | 16 | 16 | 15 | 11 | 14 | 16 | 16 | 14 | 17 | 17 | 17 | 17 | 17 | 17 | 17 |    |
| Sportul Studențesc București | 14          | 8  | 6  | 3  | 6  | 4  | 6  | 11 | 6  | 8  | 12 | 15 | 12 | 14 | 13 | 16 | 11 | 14 | 13 | 13 | 13 | 7  | 6  | 8  | 7  | 6  | 5  | 5  | 5  | 6  | 6  | 7  | 8  | 6  |    |
| Steaua București             | 4           | 2  | 2  | 2  | 2  | 2  | 2  | 2  | 2  | 2  | 2  | 2  | 2  | 2  | 2  | 2  | 2  | 2  | 2  | 1  | 1  | 1  | 1  | 1  | 1  | 1  | 1  | 1  | 1  | 1  | 1  | 1  | 1  | 1  |    |
| Universitatea Cluj           | 11          | 7  | 4  | 5  | 7  | 11 | 13 | 15 | 12 | 10 | 7  | 7  | 7  | 6  | 6  | 5  | 7  | 8  | 9  | 11 | 8  | 10 | 10 | 10 | 9  | 9  | 12 | 14 | 16 | 14 | 13 | 12 | 14 | 14 |    |
| Universitatea Craiova        | 17          | 17 | 18 | 15 | 12 | 8  | 5  | 4  | 7  | 6  | 5  | 5  | 6  | 8  | 9  | 14 | 12 | 15 | 15 | 17 | 14 | 16 | 14 | 9  | 8  | 10 | 8  | 9  | 9  | 7  | 5  | 5  | 5  | 5  |    |
| Victoria București           | 12          | 14 | 9  | 4  | 3  | 3  | 3  | 3  | 3  | 3  | 3  | 3  | 3  | 3  | 3  | 3  | 3  | 3  | 3  | 3  | 3  | 3  | 3  | 3  | 3  | 3  | 3  | 3  | 3  | 3  | 3  | 3  | 3  | 3  |    |

| Câștigătorii Diviziei A, ediția 1988/1999 |
| ----------------------------------------- |
| \| Steaua București Al 14-lea Titlu       |

## Rezultate
| Oaspeți ► Gazde ▼                          | ASA | COR  | DIN | ARG | BAC | BHO | FAR | BRA | FLA | INT | OLT | OȚE | RAP | SPO | STE | UCL | UCR | VIB |
| ------------------------------------------ | --- | ---- | --- | --- | --- | --- | --- | --- | --- | --- | --- | --- | --- | --- | --- | --- | --- | --- |
| ASA Târgu Mureș                            |     | 1–2  | 0–7 | 0–2 | 1–2 | 1–2 | 2–4 | 1–3 | 0–2 | 2–1 | 3–0 | 1–1 | 0–1 | 1–3 | 1–5 | 1–1 | 1–2 | 0–4 |
| Corvinul Hunedoara                         | 2–0 |      | 1–2 | 2–0 | 4–2 | 0–0 | 1–0 | 4–2 | 3–2 | 1–1 | 0–1 | 4–0 | 2–0 | 1–0 | 1–2 | 2–1 | 0–0 | 4–2 |
| Dinamo București                           | 7–0 | 3–1  |     | 1–0 | 0–0 | 5–1 | 6–0 | 3–0 | 3–1 | 8–1 | 6–0 | 6–3 | 6–0 | 6–1 | 0–0 | 4–1 | 2–0 | 3–1 |
| Argeș Pitești                              | 2–1 | 3–1  | 1–2 |     | 3–0 | 2–1 | 3–1 | 0–0 | 2–1 | 0–0 | 0–0 | 1–1 | 1–0 | 2–1 | 0–1 | 2–1 | 5–0 | 4–3 |
| Bacău                                      | 1–0 | 3–1  | 1–3 | 3–1 |     | 1–0 | 0–0 | 2–1 | 1–0 | 1–0 | 1–0 | 4–0 | 1–2 | 6–4 | 2–3 | 2–1 | 6–0 | 1–2 |
| Bihor Oradea                               | 4–0 | 3–0  | 1–2 | 2–0 | 2–0 |     | 2–0 | 2–0 | 1–2 | 1–1 | 2–1 | 0–1 | 3–1 | 1–0 | 2–3 | 5–2 | 2–0 | 1–2 |
| Farul Constanța                            | 3–0 | 1–0  | 0–7 | 0–1 | 0–0 | 0–1 |     | 1–0 | 3–2 | 2–1 | 2–0 | 0–0 | 1–0 | 3–0 | 1–2 | 3–1 | 1–0 | 4–3 |
| Brașov                                     | 4–1 | 1–0  | 1–3 | 2–1 | 4–0 | 1–0 | 0–0 |     | 2–1 | 1–0 | 4–1 | 1–0 | 1–0 | 4–2 | 2–2 | 1–1 | 2–2 | 1–1 |
| Flacăra Moreni                             | 2–0 | 3–1  | 1–5 | 2–0 | 3–1 | 5–0 | 3–0 | 3–2 |     | 5–0 | 2–0 | 3–1 | 4–1 | 3–0 | 1–3 | 1–2 | 1–0 | 3–2 |
| Inter Sibiu                                | 4–1 | 1–0  | 2–4 | 4–0 | 1–0 | 2–0 | 1–0 | 3–0 | 1–0 |     | 3–1 | 2–0 | 3–2 | 2–1 | 0–3 | 0–0 | 1–1 | 1–2 |
| Olt Scornicești                            | 4–0 | 4–2  | 1–0 | 1–0 | 3–2 | 0–0 | 1–0 | 1–1 | 1–1 | 4–0 |     | 2–1 | 2–0 | 2–2 | 1–3 | 2–1 | 1–1 | 1–2 |
| Oțelul Galați                              | 3–0 | 0–1  | 0–2 | 2–1 | 2–0 | 0–0 | 1–3 | 2–1 | 2–1 | 2–0 | 0–0 |     | 2–0 | 0–1 | 0–2 | 2–2 | 2–0 | 0–2 |
| Rapid București                            | 5–0 | 4–1  | 2–6 | 2–0 | 1–0 | 1–1 | 1–2 | 2–0 | 0–0 | 1–0 | 1–0 | 3–0 |     | 4–4 | 2–8 | 2–4 | 0–1 | 0–1 |
| Sportul Studențesc București               | 3–0 | 5–1  | 1–4 | 2–0 | 2–1 | 1–0 | 2–0 | 2–0 | 2–1 | 1–0 | 1–0 | 3–2 | 3–0 |     | 0–4 | 0–0 | 2–3 | 1–1 |
| Steaua București                           | 7–0 | 11–0 | 2–1 | 6–0 | 3–0 | 5–0 | 2–0 | 3–2 | 4–1 | 4–2 | 3–1 | 5–0 | 2–0 | 2–1 |     | 5–0 | 2–1 | 3–2 |
| Universitatea Cluj                         | 3–0 | 2–1  | 0–3 | 1–0 | 2–1 | 0–0 | 2–0 | 2–0 | 1–1 | 3–2 | 0–1 | 4–0 | 1–0 | 0–1 | 2–2 |     | 0–1 | 0–1 |
| Universitatea Craiova                      | 2–0 | 3–1  | 0–6 | 2–1 | 1–1 | 3–0 | 1–0 | 3–0 | 1–0 | 1–2 | 3–1 | 2–3 | 5–0 | 3–0 | 1–5 | 4–0 |     | 2–2 |
| Victoria București                         | 3–2 | 5–2  | 1–4 | 4–2 | 5–3 | 4–0 | 2–1 | 3–2 | 2–2 | 5–3 | 0–0 | 2–3 | 2–1 | 2–0 | 1–4 | 5–2 | 2–0 |     |
| Câștigă gazdele; Remiză; Câștigă oaspeții. |     |      |     |     |     |     |     |     |     |     |     |     |     |     |     |     |     |     |

## Golgheteri
- Dorin Mateuț - Dinamo București - 43
- Marcel Coraș - Victoria București - 36
- Gheorghe Hagi - Steaua București - 31
- Claudiu Vaișcovici - Dinamo București - 21
- Rodion Cămătaru - Dinamo București - 15
- Ioan Petcu - Corvinul Hunedoara - 15
- Ovidiu Lazăr - Bihor Oradea - 10
- Marius Lăcătuș - Steaua București - 10
- Ovidiu Hanganu - Corvinul Hunedoara - 9
- Gheorghe Popescu - Universitatea Craiova - 8
- Tudorel Cristea - Sportul Studențesc - 8
- Ilie Dumitrescu - Steaua București - 8
- Marian Popa - Farul Constanța - 8
- Eugen Neagoe - Universitatea Craiova - 7
- Sorin Cigan - FCM Brașov - 7
- Mircea Rednic - Dinamo București - 7
- Mihail Majearu - Inter Sibiu - 6
- Radu Cașuba - Inter Sibiu - 6
- Ioan Marcu - Flacăra Moreni - 6
- Constantin Pană - Flacăra Moreni - 6
- Dan Petrescu - Steaua București - 5